# コルネリス・ファン・ナイエンローデ

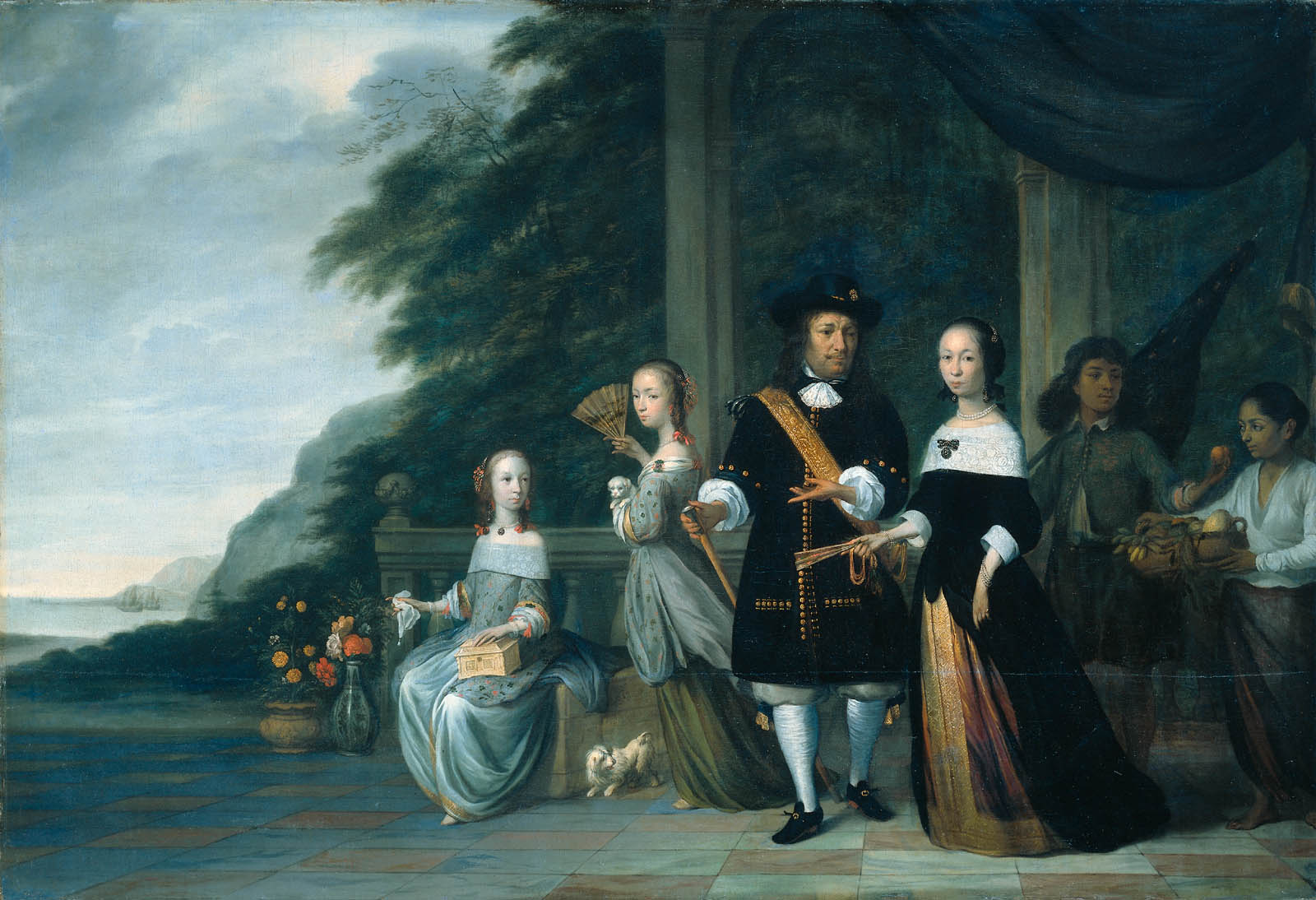
ナイエンローデの娘コルネリアと夫ピーテル・クノールおよび家族の肖像。1665年、ヤコブ・コーマン画

コルネリス・ファン・ナイエンローデ（Cornelis van Nijenro(o)deまたはCornelis van Nieuwroode、ナールデン生まれ、1633年平戸にて没）は、平戸オランダ商館の第5代商館長で1623年から1633年までその職にあった。

## 概歴
ナイエンローデは、1607年にアジアに着任し、オランダ東インド会社の幾つかの職を経験し、1622年には台湾から中国沿岸への遠征隊にも加わった。
1623年より平戸にてオランダ商館長を務める。1628年タイオワン事件が発生し、解決までの4年間、日蘭貿易は停止した。この事件の解決に当たり、幕府関係者に多大な贈り物がされたが、ナイエンローデはこの日本的慣習が気に入らなかったようである。

## 家族
在任中にトケシヨという日本女性と結婚してエステル（山崎甚左衛門の義姉に当たる）をもうけ、後洗礼名スリシアという日本女性（後に豪商半田五右衛門と結婚）と結婚し、混血の娘コルネリアをもうけた。1633年、バタヴィアに戻る直前、ナイエンローデは平戸にて死亡した。
その遺言に従いコルネリアはバタヴィアで養育された。そこで東インド会社の上級職員であったピーテル・クノールと結婚し10人の子供を生んだ。1672年に夫クノールと死別。1682年に裁判官のヤン・ビッテルと結婚し、オランダに移住した。

## 関連文献
- レオナルド・ブリュッセイ（英語版） 著、栗原福也 訳『おてんばコルネリアの闘い―17世紀バタヴィアの日蘭混血女性の生涯』平凡社、1988年。（原書 Leonard Blusse (1986), Strange Company: Chinese Settlers, Mestizo Women and Dutch in Voc Batavia, Cellar Book Shop）